# Lucien Petit-Breton
Lucien Petit-Breton, vlastním jménem Lucien Georges Mazan (18. října 1882 – 20. prosince 1917), byl francouzský cyklista přezdívaný Argentinec podle země, kde byl vychován. V letech 1907 a 1908 vyhrál Tour de France.
Začal jako dráhový cyklista, v roce 1904 vyhrál čtyřiadvacetihodinovku Bol d'Or a vytvořil světové rekordy v hodinovce (ujel 41,110 km), v závodě na 10 km (čas 14:04:40) a 20 km (28:59:40). Poté již přesedlal na silnici.
V roce 1907 bylo jeho vítězství v Tour de France spíše náhodné. Po devíti etapách vedl Emile Georget, který vyhrál čtyři etapy z devíti. Lucien do té doby nepředvedl mnoho ze svých schopností. Poté však vyhrál jednu etapu o více než dvacet minut a navíc byl srážkou bodů potrestán Georget za to, že použil kolo, které v té době neodpovídalo pravidlům. Tak se dostal Petit-Breton do bezpečného vedení a až do konce závodu si jej pohlídal, když vždy dojel v první trojce. Jeho průměrná rychlost v celém závodě byla 28,470 km/h.
O rok později bylo jeho vítězství suverénní, když se do vedení dostal už po druhé etapě a do konce závodu před sebe již nikoho nepustil. Vedení si pojistil pěti vyhranými etapami. Stal se tak historicky prvním jezdcem, který dokázal své prvenství v Tour de France obhájit.
Petit-Breton se účastnil Tour až do roku 1914, ale dokončil jen první čtyři závody, v nichž skončil postupně na 1., 1., 5. a 4. místě. Poté odešel do Itálie, kde byla jeho největším úspěchem jedna vyhraná etapa na Giro d'Italia.
Mezi jeho další úspěchy patří vítězství v závodě Paris-Tours (1906), v prvním ročníku závodu Milán - San Remo (1907), v závodě Paris-Bruxelles (1908), a v závodě Kolem Belgie (Tour of Belgium).